# 猗頓
猗頓（？—？），魯國人，是戰國時期的富商。

## 生平
猗顿原是鲁国的贫寒书生。他在生计艰难时，往陶朱公范蠡處求經商之道，范蠡告诉他“子欲速富，当畜五牸”。猗顿到猗氏（今山西临猗南）大畜牛羊，十年成为巨富，因称猗頓。《孔丛子》：“大蓄牛羊於猗氏之南，十年之間其息不可計，讚比王公，名馳天下”。
《史記》說他以经营河东盐池致巨富。他又曾经营珠宝，以能识别宝玉著称，《淮南子·汜论训》：“玉工眩玉之似碧卢者，唯猗頓不失其情。”

## 延伸阅读
[在维基数据编辑]
 《史記/卷129》，出自司馬遷《史記》